# Ryan Roxie

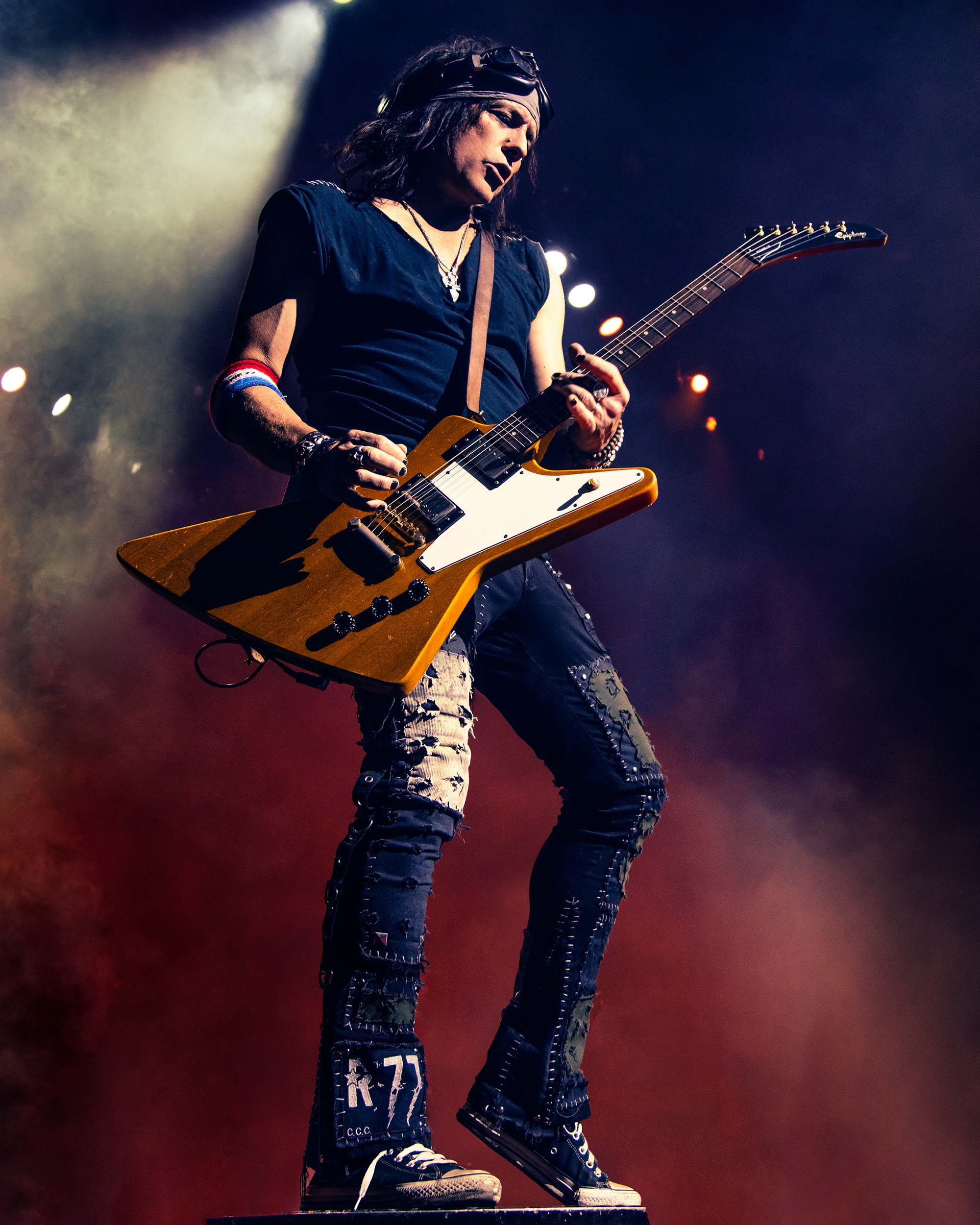
Ryan Roxie (2018)

Ryan Roxie (* 1. Dezember 1965 in Sacramento, Kalifornien als Ryan Rosowicz) ist ein amerikanischer Gitarrist und Singer-Songwriter, der als Solokünstler sowie Gitarrist unter anderem von Alice Cooper, Gilby Clarke, und Slash’s Snakepit Bekanntheit erlangt hat.
Roxie entwickelte die System-12-Guitar-Methode, um das Gitarrespielen zu erlernen, und veranstaltet den wöchentlichen Podcast In the Trenches with Ryan Roxie.

## Leben
Roxie wurde in Sacramento, Kalifornien geboren und wuchs in der East Bay in Pleasanton Kalifornien auf. Roxies Vater, ein Pole, war Trompeter, seine Mutter war Schlagzeugerin in der Musikkapelle ihrer High School. Als er etwa fünf Jahre alt war, begann Roxie Gitarre zu spielen, interessierte sich aber mehr für das Schlagzeug. Erst im Alter von elf oder zwölf Jahren begann er, sich ernsthaft mit der Gitarre zu beschäftigen.
Indem er auf einem alten Plattenspieler viele Platten durchging und immer wieder Gitarrenabschnitte nachspielte und dabei improvisierte, entwickelte er seine eigene Form des sog. Scratchens. Beeinflusst wurde er von Alben wie Van Halen; zu seinen Gitarrenvorbildern zählen u. a. Brian May von Queen, Steve Stevens, Elliot Easton von The Cars, sowie Neil Geraldo von Pat Benatar und Rick Nielsen von Cheap Trick.

## Karriere

### 1977–1990: Candy & Electric Angels
Candy waren eine Band mit den ursprünglichen Mitgliedern Kyle Vincent, Jonathan Daniel, John Schubert, und dem Gitarristen Geoff Siegel. Gilby Clarke ersetzte Siegel nach sechs Monaten. Das Album Whatever Happened To Fun erschien im Jahr 1985. Im gleichen Jahr wurde Gilby Clarke durch Kyle Vincent als Sänger ersetzt und Roxie stieß als Gitarrist zur Band. Nachdem Gilby die Band verlassen hatte, um seine eigene Band „Kill for Thrills“ zu gründen, schlossen sich die verbliebenen Bandmitglieder mit dem neuen Sänger Shane zusammen und wurden zu „Electric Angels“.
Die Band zog dann nach New York, wo sie bei Atlantic Records unter Vertrag genommen wurden und als Vorband für Dogs D'amour und Mother Love Bone (von denen einige Mitglieder Pearl Jam gründeten). Ihr gleichnamiges Album, produziert von Tony Visconti (besser bekannt für seine Zusammenarbeit mit T Rex, Bowie und Thin Lizzy) erschien in 1990 und die Band tourte mit Danger Danger, Ace Frehley, und Icon. Die Band arbeitete an ihrem zweiten Album (mit dem vorläufigen Titel New York Times), wurde aber von Atlantic fallen gelassen und das Album wurde erst 2017 veröffentlicht, dann unter dem Namen „Lost in the Atlantic“, eine Anspielung auf Atlantic Records.

### 1991–2000: Alice Cooper, Gilby Clarke, Slash & DPM
Zwischen 1994 und 1996 arbeitete Roxie mit verschiedenen Künstlern. Er spielte Gitarre auf Gilby Clarkes Alben Pawnshop Guitars, Blooze, The Hangover und Rubber. Obwohl Roxie nicht genannt wurde, spielte er auch Gitarre für Tal Bachman. Roxie spielte auf der von Bob Rock produzierten Single „She's So High“. Roxie spielte Gitarre auf Inhale von James Michael (von Sixx AM). Im Jahr 2000 schrieb und nahm Roxie einige Songs auf dem zweiten Album von Slash’s Snakepit, Ain't Life Grand, auf.
Roxie begann 1996 mit Alice Cooper zusammenzuarbeiten; nach einer Empfehlung von Gilby Clarke, und einer zwielichtigen Gestalt, die als 'Bobby from Mates' bekannt war, beeindruckte Roxie bei einem Vorsprechen. Ihm wurde eine 'Ein-Jahres-Tournee' mit Cooper angeboten. Sein erster Auftritt mit der Cooper-Band war in Sammy Hagars Cabo Wabo Club in Cabo San Lucas.
1997 tat sich Roxie mit den langjährigen Freunden Schlagzeuger Mike Fasano und Bassist Will Effertz zusammen, um die Band Dad's Porno Mag zu gründen. Nachdem Effertz die Band verlassen hatte, stießen Gitarrist Keri Kelli und Bassist Stefan Adika dazu. Ihr Album, das von Jim Mitchell (Ugly Kid Joe) und Mark Schulman (Simple Minds) produziert wurde, mit zusätzlicher Produktion von Alex Woltman und seinem Freund Gilby Clarke, wurde auf Wax-Tone Records veröffentlicht; das Album war vergriffen, wurde aber im Jahr 2000 von Robinson Records wiederveröffentlicht.
1999 gründete Roxie unter dem Pseudonym Peter Kensington GlamNation; die Band war eine Glam-Rock-Coverband, die Coverversionen von frühen Glam-Bands wie The Sweet, David Bowie, Queen, T.Rex und Gary Glitter spielte. Die Band spielte 1999 eine Reihe von Shows in L.A. und hatte einen Stammplatz im The Gig (Club American Style) und eine Show in Skandinavien im Jahr 2000. Die Band bestand zu verschiedenen Zeiten aus den folgenden Musikern, die unter ihren GlamNation-Aliassen spielten: Ryan Roxie („Peter Kensington“), Gitarren; Eric Singer („Doyle Harris“), Schlagzeug und Gesang; Eric Dover („J.C. Jackson“), Gesang und Gitarren; Stefan Adika („Yashiya“), Bass; Derek Sherinian („Ricky Lemons“), Keyboards. Im Jahr 2000 ersetzte Teddy Andreadis („Dr. Midnight“) Derek Sherinian an den Keyboards. Im Jahr 2000 nahm Roxie sein erstes Studioalbum mit Alice Cooper auf, Brutal Planet, und mit Ausnahme von Stefan Adika spielten die anderen Mitglieder von GlamNation in der Band, die Alice Cooper auf der Brutal Planet Tour einsetzte. Später, ohne Teddy Andreadis, schrieben Roxie und GlamNation gemeinsam das 2003 von Alice Cooper veröffentlichte Album The Eyes of Alice Cooper und nahmen es auf.

### 2000–2009: Alice Cooper, Roxie 77 & Happypill
Von 2000 bis 2005 arbeitete Roxie mit Alice Cooper an mehreren Alben, darunter Dragontown, The Eyes of Alice Cooper und Dirty Diamonds, wobei er auf den beiden letztgenannten Alben eine Reihe von Songs mitschrieb.
2002 gründete er Roxie 77 und schrieb einen Song, dessen Einflüsse irgendwo zwischen den Beatles und den Beastie Boys liegen. Das 11 Songs umfassende Debütalbum von Roxie 77, Peace, Love & Armageddon, wurde 2004 unter dem kleinen Indie-Label Wax-Tone Records veröffentlicht. Die Songs spannen einen weiten Bogen von der Vorstellung, sich wie ein Punk-Kid zu benehmen, bis hin zu der Realität, ein Kind zu haben. Roxie 77s zweites Album Two Sides to Every Story, wurde im Juli 2009 veröffentlicht. Die Band fügte jede Woche einen herunterladbaren Song hinzu, insgesamt 24 Songs (jeder Song in einer Vollband- und einer Akustikversion).
Am 7. Juli 2005 strahlte Roxie den ersten Roxie 77 Podcast aus - Roxie's Big Rock Show. Es gab sieben Podcasts, in denen Interviews mit dem langjährigen Freund Stefan Adika, sowie Calico Cooper, Damon Johnson, Eric Singer, Alice Cooper. Auch Rick Nielsen von Cheap Trick und Bun E. Carlos wurden interviewt. Der Podcast spielte auch Roxies Lieblingssongs, einige seltene Stücke und zwei unveröffentlichte Roxie-Tracks, darunter „Consequence Of The City“ mit Ex-Alice Cooper-Bandmitglied und Freund Eric Dover am Gesang.
Im Oktober 2006 moderierte Roxie seine eigene Radiosendung auf Rocket 95.3 FM (The Rock Home of Stockholm). Die Sendung lief wöchentlich und bot eine Vielzahl von Musikrichtungen. Auf der Website gab es Live-Streaming, einen Online-Chat und eine Webcam, die Roxie während der Sendungen im Studio zeigte.

### Seit 2009
2018 tourte er mit Alice Cooper. Sein erstes Soloalbum Imagine Your Reality wurde am 25. Mai 2018 veröffentlicht, gefolgt von einer US-Tournee unter dem Titel „Planet Axe Tour“. Aus dem Album wurden fünf Singles ausgekoppelt.
Am 31. Dezember 2018 absolvierte er mit GlamNation einen Auftritt bei Rava Wines in Paso Robles, Kalifornien, mit der Originalbesetzung von GlamNation (2000) und den Special Guests Brent Woods, Sebastian Bach, FIFI LaRUE, Jesse Adika, Kenny Lee Lewis und Brett Scallions.
Am 7. Juli 2019 veröffentlichte Ryan Roxie über Bellyache Records eine Sonderausgabe von Ryan Roxies Imagine Your Reality, die als 'Alternate Reality - Purple Skull' Special Edition LP bekannt ist. Die Platte ist auf 'Translucent Purple'-Vinyl gepresst, zu Ehren von Purple Skull Music, dem Studio in Stockholm, Schweden, in dem der Großteil des Albums aufgenommen wurde. Jedes der 85 Exemplare wurde von Hand nummeriert.
16. Juli 2019 startete In the Trenches with Ryan Roxie, eine Podcast-Serie. Zu den interviewten Künstlern gehören unter anderem Phil X, Steve Stevens, Joe Satriani und Desmond Child.
Am 16. Oktober 2019 veröffentlichte Roxie das erste von drei Lyric-Videos zu 'Nevermind Me' aus dem Ryan Roxie-Soloalbum 'Imagine Your Reality'.
Am 13. Januar 2020 wurde bekannt gegeben, dass Ryan Roxie zusammen mit Alice Cooper bei einem Benefizkonzert im ANZ Stadium in Sydney, Australien, unter dem Titel Fire Fight Australia am Sonntag, den 16. Februar 2020, an der Seite zahlreicher internationaler und lokaler Acts, darunter Queen + Adam Lambert, Olivia Newton-John und k.d. lang, auftraten, um Spenden für die australische Buschfeuerkrise 2019–2020 zu sammeln. Das Konzert war innerhalb von fünf Stunden ausverkauft.

## Diskografie
| Jahr | Künstler                                                          | Album                                                                        | Label                                            |
| ---- | ----------------------------------------------------------------- | ---------------------------------------------------------------------------- | ------------------------------------------------ |
| 1990 | Electric Angels                                                   | Electric Angels                                                              | Atlantic Records                                 |
| 1994 | Gilby Clarke                                                      | Pawnshop Guitars                                                             | Virgin Records                                   |
| 1995 | Gilby Clarke                                                      | Blooze                                                                       | Virgin Records                                   |
| 1997 | Dad's Porno Mag                                                   | Dad's Porno Mag                                                              | Wax-Tone Records                                 |
| 1997 | Gilby Clarke                                                      | The Hangover                                                                 | Paradigm Records                                 |
| 1997 | Alice Cooper                                                      | A Fistful of Alice                                                           | Guardian Records                                 |
| 1998 | Tal Bachman                                                       | Tal Bachman                                                                  | Columbia Records                                 |
| 1998 | Gilby Clarke                                                      | Rubber                                                                       | Pavement Records                                 |
| 1999 | Dad's Porno Mag                                                   | Dad's Porno Mag (Re-Release)                                                 | Robinson / Conspiracy Records                    |
| 2000 | Slash’s Snakepit                                                  | Ain't Life Grand                                                             | Koch Records                                     |
| 2000 | Alice Cooper                                                      | Brutal Planet                                                                | Spitfire Records                                 |
| 2000 | Alice Cooper                                                      | Brutally Live                                                                | Eagle Records                                    |
| 2001 | Alice Cooper                                                      | Dragontown                                                                   | Spitfire Records                                 |
| 2003 | Candy                                                             | Teenage Neon Jungle                                                          | Song Tree Records                                |
| 2003 | Alice Cooper                                                      | The Eyes of Alice Cooper                                                     | Spitfire Records                                 |
| 2004 | Roxie 77                                                          | Peace, Love and Armageddon                                                   | Wax-Tone Records                                 |
| 2005 | Alice Cooper                                                      | Dirty Diamonds                                                               | New West / Eagle Records                         |
| 2005 | Alice Cooper                                                      | Live at Cabo Wabo '96                                                        | Angel Records                                    |
| 2006 | Alice Cooper                                                      | Live at Montreux                                                             | Eagle Records                                    |
| 2008 | Happypill                                                         | This Year (Single Release)                                                   | R77Sound Records                                 |
| 2009 | Roxie 77                                                          | Two Sides To Every Story                                                     | Bandcamp/R77Sound Records                        |
| 2010 | Casablanca                                                        | Downtown (Single Release)                                                    |                                                  |
| 2010 | Casablanca                                                        | La Voix (Single Release)                                                     |                                                  |
| 2012 | Casablanca                                                        | Apocalyptic Youth                                                            | Rocket Songs                                     |
| 2013 | Ryan Roxie(collaborative with DPM, Roxie 77, and various artists) | The Roxie Box                                                                | R77 Records                                      |
| 2014 | Casablanca                                                        | Riding a Black Swan                                                          | Sony/Gain Records                                |
| 2014 | Alice Cooper                                                      | Raise the Dead: Live from Wacken                                             | UDR Music                                        |
| 2015 | Roxie 77                                                          | The Ameriswede EP                                                            | Bellyache Records                                |
| 2016 | Alice Cooper                                                      | Live From The Astroturf                                                      | Good Records                                     |
| 2017 | Alice Cooper                                                      | Paranormal (bonus live tracks)                                               | earMUSIC                                         |
| 2017 | Ryan Roxie                                                        | California Man - Featuring Special Guest Robin Zander (single release)       | Lenata Records, Cargo Records, Bellyache Records |
| 2018 | Ryan Roxie                                                        | Over & Done (Single Release)                                                 | Lenata Records, Cargo Records, Bellyache Records |
| 2018 | Ryan Roxie                                                        | To Live and Die in L.A. (Single Release)                                     | Lenata Records, Cargo Records, Bellyache Records |
| 2018 | Ryan Roxie                                                        | Imagine Your Reality                                                         | Lenata Records, Cargo Records, Bellyache Records |
| 2018 | Ryan Roxie                                                        | Me Generation (Single Release)                                               | Lenata Records, Cargo Records, Bellyache Records |
| 2018 | Alice Cooper                                                      | A Paranormal Evening At The Olympia, Paris                                   | earMUSIC                                         |
| 2018 | Ryan Roxie                                                        | God Put A Smile On Your Face (Single Release)                                | Lenata Records, Cargo Records, Bellyache Records |
| 2018 | Ryan Roxie                                                        | Big Rock Show (Single Release)                                               | Lenata Records, Cargo Records, Bellyache Records |
| 2019 | Ryan Roxie                                                        | Look Me In The Eye (Single Release)                                          | Lenata Records, Cargo Records, Bellyache Records |
| 2019 | Ryan Roxie                                                        | Imagine Your Reality (‘Alternate Reality - Purple Skull’ Special Edition LP) | Lenata Records, Cargo Records, Bellyache Records |
| 2019 | Alice Cooper                                                      | The Breadcrumbs EP (writing credits - Detroit City 2020)                     | earMUSIC                                         |
| 2019 | Ryan Roxie                                                        | Nevermind Me (Single Release)                                                | Lenata Records, Cargo Records, Bellyache Records |
| 2020 | Ryan Roxie                                                        | Heart’s in Trouble (Single Release)                                          | Lenata Records, Cargo Records, Bellyache Records |
| 2021 | Ryan Roxie                                                        | The Uh-Oh Song (Single Release)                                              | Lenata Records, Cargo Records, Bellyache Records |
| 2021 | Alice Cooper                                                      | Detroit Stories (writing credits - Detroit City 2021)                        | earMUSIC                                         |